# Fenix-Deceuninck
Fenix-Deceuninck is een Belgische vrouwenwielerploeg in het wegwielrennen. Ze werd in 2020 opgericht als Ciclismo Mundial en heette eerder ook Plantur-Pura.
De ploeg bestaat voornamelijk uit veldrijdsters die in het veld rijden voor de verschillende ploegen onder leiding van de broers Philip en Christoph Roodhooft, maar samen een team vormen op de weg. In 2025 sloot Annemiek van Vleuten in deeltijd aan bij de begeleiding. Als performance coach zou ze de rensters een mentaal zetje kunnen geven om nog beter te presteren.

## Overwinningen
2020
Bergklassement Tour de l'Ardèche: Yara Kastelijn
Klimsterstrofee: Inge van der Heijden
2022
Ploegenklassement Ronde van Thüringen
Bergklassement Ronde van Thüringen: Justine Ghekiere
 Oostenrijks kampioenschap, tijdrit: Christina Schweinberger
 Belgisch kampioenschap, wegwedstrijd: Kim de Baat
 Oostenrijks kampioenschap, wegwedstrijd: Christina Schweinberger
2e etappe Ronde van België: Annemarie Worst
2023
Zie de jaarpagina voor alle overwinningen
2024
Zie de jaarpagina voor alle overwinningen
Mannen: 2009 · 2010 · 2011 · 2012 · 2013 · 2014 · 2015 · 2016 · 2017 · 2018 · 2019 · 2020 · 2021 · 2022 · 2023 · 2024 · 2025
Vrouwen: 2020 · 2021 · 2022 · 2023 · 2024 · 2025
Alvarado · Cant · Couzens · de Baat · De Wilde · Kastelijn · Kuijpers · Martins · Marturano · Pieterse · Schrempf · Schweinberger · Stiasny · Truyen · Van de Velde · van der Heijden · van Zuthem · Worst · Wright
Alvarado · Cant · Couzens · De Wilde · Kastelijn · Kuijpers · Marturano · Perkins · Pieterse · Rooijakkers · Schrempf · Schweinberger · Stiasny · Truyen · van Alphen · van der Heijden · van Zuthem · Worst · Wright
Alvarado · Casasola · Couzens · De Wilde · Kastelijn · Kuijpers · Perkins · Pieterse · Rooijakkers · Schrempf · Schweinberger · Truyen · van Alphen · van der Heijden · van Zuthem · Worst